# تپه روباه ۴۸ - K
تپه روباه ۴۸ - K مربوط به عصر مس جدید تا عصر برنز میانی است و در شهرستان کنگاور، روستای عباس‌آباد واقع شده و این اثر در تاریخ ۱۰ دی ۱۳۸۱ با شمارهٔ ثبت ۶۶۳۲ به‌عنوان یکی از آثار ملی ایران به ثبت رسیده است.